# Purpuriu
Purpuriu se referă la oricare dintre o varietate de culori, cu nuanță între roșu și albastru.
Purpuriul este strâns asociat cu violetul. În optică, purpuriul și violetul se referă la culori care arată similar, dar purpuriul este amestec de lumină roșie și albastru sau lumină violetă, în timp ce violetul este o culoare spectrală. În utilizarea obișnuită, ambele se referă la culorile dintre roșu și albastru în nuanță, purpuriul mai aproape de roșu și violetul mai aproape de albastru.
În mod similar, în cercul cromatic tradițional al culorilor, purpuriul și violetul sunt ambele plasate între roșu și albastru, cu purpuriul mai aproape de roșu.
Purpuriul a fost asociat mult timp cu regalitatea, inițial pentru că colorantul purpuriu de Tir era extrem de scump în antichitate. Purpuriul era culoarea purtată de magistrații romani; a devenit culoarea imperială purtată de conducătorii Imperiului bizantin și Sfântului Imperiu Roman, iar mai târziu de episcopii romano-catolici. În mod similar în Japonia, culoarea este asociată tradițional cu împăratul și aristocrația.
Conform sondajelor contemporane din Europa și Statele Unite, purpuriul este culoarea asociată cel mai des cu regalitatea, magia, misterul și pietatea. Când este combinat cu roz, este asociat cu erotismul, feminitatea și seducția.